# Mentophilonthus mongendensis
Mentophilonthus mongendensis – gatunek chrząszcza z rodziny kusakowatych i podrodziny Staphylininae.
Gatunek ten został opisany w 1928 roku przez Maxa Bernhauera jako Philonthus mongendensis. Jako miejsce typowe wskazał on Mongende. Do rodzaju Mentophilonthus przeniósł go w 1966 roku L. Levasseur. W 2009 roku Lubomír Hromádka dokonał redeskrypcji tego gatunku.
Kusak o ciele długości 8,3 do 8,6 mm. Głowa czarna z brązowożółtymi panewkami czułków oraz czarnobrązowymi głaszczkami, nadustkiem, wargą górną i żuwaczkami. Czułki czarne z pierwszym i nasadą drugiego członu czarnobrązowymi. Przedplecze czarnobrązowe; w każdym z jego rowków grzbietowych po dwa punkty. Pokrywy czarnobrązowe, delikatnie i gęsto punktowane, czarno oszczecinione. Odwłok czarnobrązowy. Odnóża brązowożółte z brązowoczarnymi goleniami. Paramery podzielone na dwa wąsko rozbieżne ramiona.
Chrząszcz afrotropikalny, znany tylko z Demokratycznej Republiki Konga.